# Lubrikation
För lubrikation inom industrin, se Smörjmedel

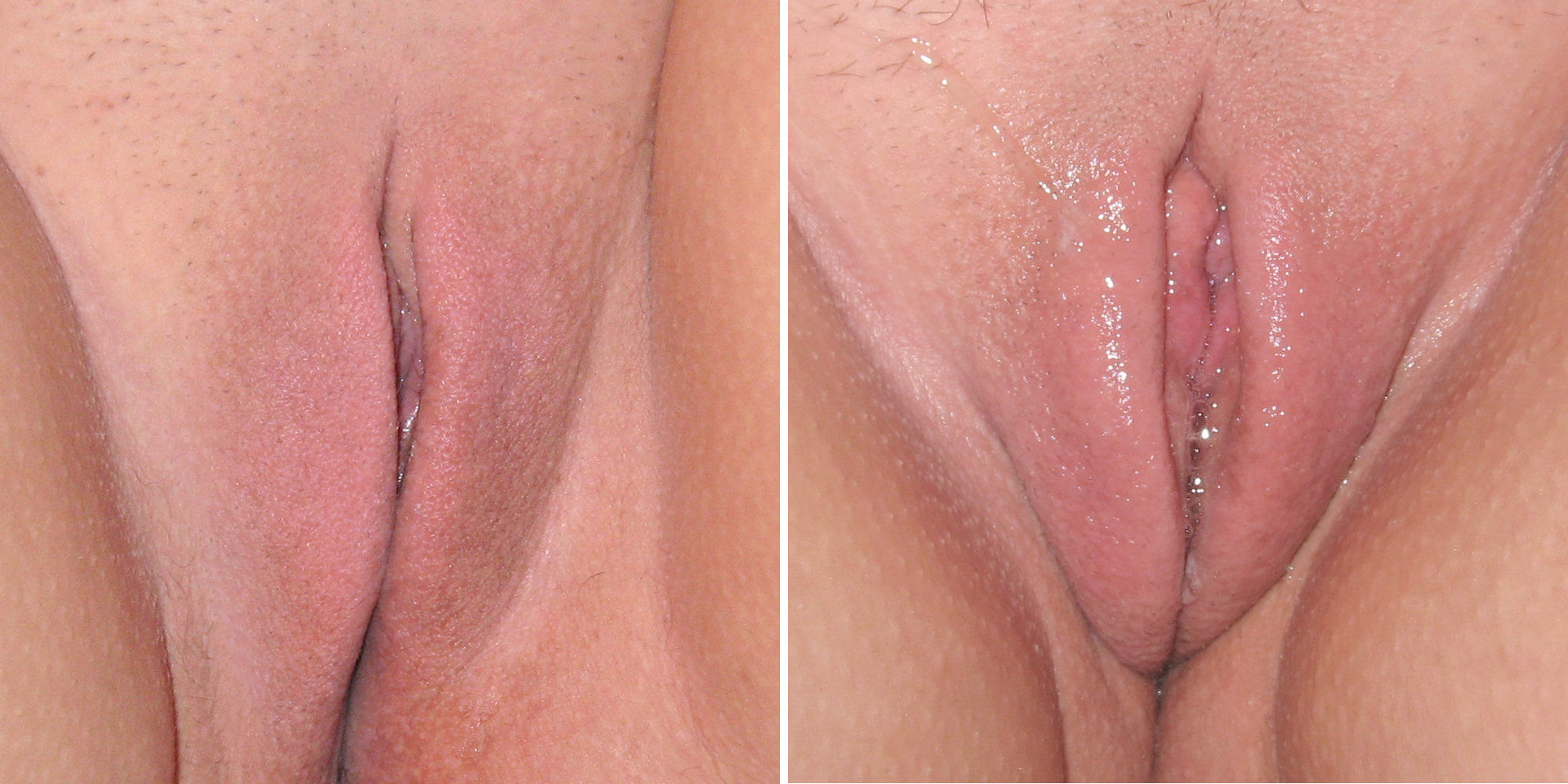
Lubrikation hos kvinna (här med rakad vulva) – ökad lubrikation till höger i bild

Lubrikation är den fuktning av slidans slemhinna som sker då en kvinna blir sexuellt upphetsad.  Lubrikationen produceras via slidans väggar på ett sätt som kan liknas vid svettning. Reaktionen sker mycket snabbt, inom någon minut.
Lubrikationen kan variera i mängd från kvinna till kvinna. Lubrikationen kan i vissa fall förhindras av skräck, oro, smärta eller vätskebrist. Doften eller smaken som upplevs under oralsex är beroende av hygien och kost, liksom fallet även är med andra kroppsvätskor. Rökning kan påverka lubrikationen negativt.
Samlag utan tillräcklig lubrikation kan orsaka smärta och obehag. Om lubrikationen inte är tillräcklig kan glidmedel användas för att fukta slidans slemhinna, och därmed förenkla samlaget.